# Groove Coverage
A Groove Coverage egy 1999-ben alakult német formáció, 3 személy alkotja: DJ Novus, Mell Munch és Verena Rehm.

## Tagok
- Axel Konrad (Producer)
- Ole Wierk (Producer)
- DJ Novus - DJ (1999– jelenleg is)
- Melanie Munch (Mell) - Énekesnő (2002– jelenleg is)
- Verena Rehm - Énekesnő/Vokál (2002 – jelenleg is)

## Történet
A Groove Coverage, mint a nevében is benne van: "cover", azaz régebbi zenéket dolgoz fel. Az együttes már 1999-ben létrejött, de csak 2001-ben került a köztudatba a Moonlight Shadow-val, ami eredetileg egy Mike Oldfield dal. A klip érdekessége, hogy itt még nem Melanie Munch látható a klipben, hanem Verena Rehm. A klipet Budapesten forgatták. Miközben egyre ismertebbek lettek, Munch szülési szabadságra ment, helyét Rehm vette át. 2002-ben jelent meg a God is a Girl című szám, a klipben már Verena szerepel, azonban még nem ő énekel. Ezzel párhuzamosan kiadták az első albumot, a Covergirlt. 2003-ban adták ki a The Endet; ebben a klipben is még Verena látható. Még ebben az évben megjelent a Poison, a klipben ismét Verena szerepel, ám a továbbiakban már csak a háttérben tevékenykedett.
2004-ben Munch visszatért az együttesbe, és kiadták a 7 Years and 50 Days-t, majd a She-t. A Runaway és a Holy Virgin kiadása után 2007-ben jelent meg daluk, a Because I Love You. 3 év szünet után, 2010-ben kiadtak egy feldolgozást. Az Innocent és az Angeline című dalaik után kevésbé sikeres számok következtek: Think About the Way és Riot on The Dancefloor.

## Verena Rehm
Kevés szó esik mindenhol Verenáról, pedig részben neki is köszönhető a Groove Coverage sikere. Albumokon társszerzőként közreműködik, és jó pár dalban is ő énekel, amelyekből egy klip sem készült. Verena több zenei projektben is aktívan részt vett. 2013-ban DJane Housekat "All the Time" című dalában vokálozik.

## Érdekességek
A "Moonlight Shadow" videóját Budapesten, a Hősök terén forgatták.

## Albumok
| Album címe             | Megjelenés                                                                                                  | Helyezés | Helyezés |
| Album címe             | Megjelenés                                                                                                  | AUT      | GER      |
| ---------------------- | --- | -------- | -------- |
| Covergirl              | - Released: 2002 - Label: Zeitgeist (Universal), Suprime Music - Formats: CD, digital download              | 43       | 39       |
| 7 Years and 50 Days    | - Released: 2004 - Label: Zeitgeist (Universal), Suprime Music - Formats: CD, digital download              | 12       | 15       |
| 21st Century           | - Released: July 7, 2006 - Label: Zeitgeist (Universal), Suprime Music - Formats: CD, digital download      | 24       | 39       |
| Riot on the Dancefloor | - Released: March 30, 2012 - Label: Suprime Music, Sony Music Entertainment - Formats: CD, digital download | —        | —        |

## Maxik
| 1999                                    | "Hit Me"                    | —  | —  | —  | —  | —  | —  | —  | —  | Single only            |
| 2000                                    | "Are U Ready"               | —  | —  | —  | —  | —  | —  | —  | —  | Covergirl              |
| 2001                                    | "Moonlight Shadow"          | 39 | 5  | 50 | 3  | —  | 68 | 52 | 88 | Covergirl              |
| 2002                                    | "God Is a Girl"             | —  | 5  | —  | 8  | —  | —  | 70 | —  | Covergirl              |
| 2003                                    | "The End"                   | —  | 16 | —  | 14 | —  | —  | —  | —  | 7 Years and 50 Days    |
| 2003                                    | "Poison"                    | —  | 3  | —  | 2  | 29 | 51 | —  | 32 | 7 Years and 50 Days    |
| 2004                                    | "7 Years and 50 Days"       | —  | 6  | —  | 16 | —  | —  | —  | —  | 7 Years and 50 Days    |
| 2004                                    | "She"                       | —  | 14 | —  | 18 | —  | —  | —  | —  | 7 Years and 50 Days    |
| 2004                                    | "Runaway"                   | —  | 10 | —  | 20 | —  | —  | —  | —  | 7 Years and 50 Days    |
| 2005                                    | "Holy Virgin"               | —  | 12 | —  | 30 | —  | —  | —  | —  | 21st Century           |
| 2006                                    | "On the Radio"              | —  | 23 | —  | 21 | —  | —  | —  | —  | 21st Century           |
| 2006                                    | "21st Century Digital Girl" | —  | 32 | —  | 41 | —  | —  | —  | —  | 21st Century           |
| 2007                                    | "Because I Love You"        | —  | 56 | —  | 72 | —  | —  | —  | —  | Greatest Hits          |
| 2010                                    | "Innocent"                  | —  | 48 | —  | 38 | —  | —  | —  | —  | Riot on the Dancefloor |
| 2011                                    | "Angeline"                  | —  | 26 | —  | 22 | —  | —  | —  | —  | Riot on the Dancefloor |
| 2012                                    | "Think About the Way"       | —  | —  | —  | 54 | —  | —  | —  | —  | Riot on the Dancefloor |
| 2012                                    | "Riot on The Dancefloor"    | —  | 72 | —  | 91 | —  | —  | —  | —  | Riot on the Dancefloor |
| "—" denotes releases that did not chart |                             |    |    |    |    |    |    |    |    |                        |